# Jacek Lipok
Jacek Marek Lipok (ur. 1964) – polski chemik i biotechnolog, specjalizujący się w agronomii i chemii ekologicznej; nauczyciel akademicki związany z Uniwersytetem Opolskim.

## Życiorys
Jest absolwentem Wydziału Matematyki, Fizyki i Chemii Wyższej Szkoły Pedagogicznej im. Powstańców Śląskich w Opolu, który ukończył w 1988 roku zdobyciem tytułu zawodowego magistra na kierunku chemia o specjalności agrobiochemia. Stopień naukowy doktora nauk rolniczych w zakresie agronomii uzyskał w 1995 roku na Wydziale Rolniczym Akademii Rolniczej we Wrocławiu na podstawie rozprawy nt. Szkodliwa entomofauna marchwi ze szczególnym uwzględnieniem połyśnicy marchwianki (Psila rosae Fabr.) w województwie opolskim, której promotorem był prof. Michał Hurej. Wyniki późniejszych badań nad przemianami ksenobiotyków fosfonoorganicznych w ekosystemach, a w szczególności nad biotransformacjami tych substancji przez mikroorganizmy i mechanizmami tych procesów stały się podstawą rozprawy habilitacyjnej i uzyskania w 2011 roku stopnia doktora habilitowanego na Wydziale Nauk o Żywności Uniwersytetu Przyrodniczego we Wrocławiu.
Od ukończenia studiów związany jest zawodowo z macierzystą uczelnią, na której przeszedł przez wszystkie szczeble zawodowe od asystenta przez adiunkta po stanowisko profesora nadzwyczajnego. W 2019 roku objął funkcję prorektora ds. nauki Uniwersytetu Opolskiego, a w 2024 został wybrany rektorem kadencji 2024–2028.

## Działalność naukowa
Zainteresowania naukowe Jacka Lipoka koncentrują się wokół tematyki związanej z: oceną aktywności biologicznej naturalnych i syntetycznych związków chemicznych, ukierunkowaną biosyntezą modulatorów metabolizmu, w tym leków i nutraceutyków oraz analizą przebiegu procesów biokatalitycznych. W swoich badaniach wykorzystuje metody spektroskopowe, szczególnie spektroskopię magnetycznego rezonansu jądrowego (NMR) i spektrometrię mas (MS), skojarzone z metodami chromatograficznymi oraz metody i techniki wywodzące się z nauk biologicznych.
Jest autorem i współautorem blisko 80 publikacji, 5 przyznanych patentów i ponad 180 wystąpień konferencyjnych, w tym ponad 30 wykładów wygłoszonych w większości na zaproszenie. Dotychczas zrealizował 7 projektów naukowo-badawczych finansowanych przez NCN lub NCBiR. Jest członkiem Zespołu Analizy Farmaceutycznej, Biomedycznej i Produktów Naturalnych, Komitetu Chemii Analitycznej, Polskiej Akademii Nauk w kadencji 2016–2018 oraz członkiem Zespołu Ekspertów Uniwersyteckiej Komisji Akredytacyjnej (UKA) dla kierunków inżynieria chemiczna i procesowa oraz technologia chemiczna. W latach 2013–2015 był stypendystą Izby Rolniczej Nadrenii-Palatynatu (Uniwersytet w Bonn) i programu Erasmus (Uniwersytet w Ferrarze, Uniwersytet Katolicki w Gandawie). Od lat zaangażowany jest w działalność Polskiego Towarzystwa Chemicznego.